# 郵便趣味
郵便趣味（ゆうびんしゅみ）とは、郵便や郵便局を対象とした趣味の総称。略して郵趣（ゆうしゅ）。 切手収集が代表的なものであるが、日本郵政グループや海外郵政事業体のあらゆる事柄が趣味の対象となりうる。
郵便趣味を楽しむ愛好者を郵趣家（ゆうしゅか）と呼ぶ。

## 概要
インターネットの普及による郵便物の減少は世界各国に共通する悩みであるが、郵趣家は郵便の良さを見出して積極的に郵便を利用する活動を展開しており、郵政事業の応援団であるとも言える。
切手や消印に趣向を凝らした郵便物を送り合って楽しむ郵趣家も多いことから、郵便趣味の領域は文通とも重なっている。郵便趣味に用いる郵趣用品、郵便を研究し学問の対象とする郵便学なども存在する。

## 分野

### 収集
- 切手収集

新切手発行の都度、郵便局で購入するほか、切手商の店頭、郵趣イベント、インターネットオークション、通信販売などによって収集することができる。自宅に届いた郵便物から切手を保存するのも切手収集である。
収集の範囲も、記念切手をはじめ、未使用・使用済、日本の切手から世界各地の切手まで様々である。
戦後日本で発行された特殊切手は、投機・利殖目的で広く収集されたが、現在は相場が下がり額面を超える価格で処分できるケースは少ない。
プレミアがつかない場合は、郵便やゆうパックに貼って使用するのが最も有利な処分方法となる。反面、これから切手収集を始めるには良い環境であると言える。
なお、ポステ・イタリアーネ（イタリア共和国の郵便株式会社）はfilatelia（郵便趣味）という名前で切手の販売を行っている。
- 消印収集（集印）

世界各地の郵便事業で使用されている消印（の印影）を収集する趣味である。記念印や風景印、新切手発行の際の特印・絵入りハト印、イベントに際して使用される小型印などに人気がある。
日付並びや改元を記念して消印を収集する人も多い。
消印は、郵便差出の際に押してもらうほか、一定の条件で郵便はがきや切手（通常は台紙に貼ったもの）に消印を押してもらって持ち帰ることができる。この場合、押印した郵便はがきや切手は郵便には使えなくなる。
郵便だけでなく、定額小為替などの消印（為替印）を収集するケースもある。
消印は自宅で収集することも可能であるが（郵頼）、日本各地の郵便局を実際に訪問して消印を収集する人もいる。この場合は郵便局巡りとも重なる。
- 葉書・ポスタルグッズ収集
  - エコーはがき収集
  - グッズ収集 - 郵便局で買えるポスタルグッズとして、POSTA COLLECTの「ご当地フォルムカード」などが人気を博している。

### 訪問
上記の消印収集と合わせて、スタンプラリーに近い性格を帯びる場合もある。
- 郵便局巡り
  - 郵便ポスト巡り（丸型ポスト・変形ポストなど）
  - 元郵便局巡り（郵便局の跡地を巡る）
- 旅行貯金 - 旅行趣味の一環として、鉄道ファンとの兼業も多い。
  - 旅行貯金から派生した郵貯ラリー。
  - 郵便貯金（ゆうちょ銀行）以外の一部金融機関にも、同様の預貯金趣味が派生している。

### 交換
- 文通による郵便物交換
  - ポストクロッシング（POSTCROSSING） - エアメールによる絵はがき交換プロジェクト。
  - 青少年ペンフレンドクラブ - 日本郵便が運営する文通愛好家のための団体。

### その他
- 郵便配達用のミニバイク（ホンダ・カブ#MDシリーズなど）を中古購入して乗車する「郵政カブ」ファンも存在する。

### イタリアの場合
イタリアで郵便事業を行うポステ・イタリアーネの愛好家が行うこととして、日本郵便と重なる部分もあるが、次のようなものがある。
- 切手収集 - イタリア王国時代の切手などがとくに高値で取引されている。
- 郵便局巡り - ポステ・イタリアーネの郵便局は日本郵便と比較して長い歴史を持つものが多く、150年以上の歴史がある建物も少なくない。
- 文通 - ポステ・イタリアーネは青少年ペンフレンドクラブのような団体や文通相手を探すための有用なサイトを持っていないので、文通相手を探すのは困難である。
- チラシを集める - ポステ・イタリアーネの窓口に置いてあるチラシ（volantino）を集める趣味。
- 郵便局の絵を描く、写真を撮るなど。これは郵便局巡りとも重なる。